# بيل هاستينغز
بيل هاستينغز (بالإنجليزية: Bill Hastings)‏ هو محام بالقضاء العالي ومحامي نيوزيلندي، ولد في 1957.

## وصلات خارجية
- بيل هاستينغز على موقع IMDb (الإنجليزية)